# Улица Мазита Гафури (Казань)
Улица Мазита Гафури (тат. Мәҗит Гафури урамы, Mäcit Ğäfuri uramı) — улица в историческом районе Ново-Татарская слобода Вахитовского района Казани. Названа в честь писателя и поэта Мазита Гафури (1880-1934).

## География
Пересекается со следующими улицами:
- улица Девятаева
- улица Татарстан
- улица Камиля Якуба
- улица Зайцева
- улица Дулата Али
- улица Эш Урам
- улица Кызыл-Татарстан
- улица Ирек

Ранее также пересекалась с улицей Янгы, ныне не существующей.

## История
Улица возникла не позднее 1-й половины XIX века. До революции носила название Малая Симбирская и относилась к 5-й полицейской части г. Казани. В 1914 году постановлением Казанской городской думы улица была переименована в Самарскую улицу, но реально это название не использовалось.  Во второй половине 1920-х гг. улица была переименована в Малую Ямашевскую.
На 1939 год на улице имелось свыше домовладений: №№ 1/1–93/16 по нечётной стороне и №№ 2/3–66 по чётной.
1 июня 1949 года улице было дано современное название.
В первые годы советской власти административно относилась к 5-й части города; после введения в городе административных районов относилась к Сталинскому (с 1956 года Приволжскому, 1935–1973), Бауманскому (1973–1994) и Вахитовскому (с 1994 года) районам.

## Достопримечательности
- №5 — жилой дом Казанской солебазы.[22]
- №7 — бывшее общежитие завода точного машиностроения[тат.].[23]
- №34 — Мечеть «Иске Таш»
- №67 — Розовая мечеть